# Ludvig Jacobson
Ludvig Levin Jacobson (10. januar 1783 i København – 29. august 1843) blev født af jødiske forældre i København. Han blev uddannet som læge og opnåede anerkendelse som anatom. Efter en række erfaringer på slagmarken under Napoleonskrigene vendte Jacobson hjem i 1814. Det var dog ikke umiddelbart muligt at få en stilling ved universitetet på grund af hans jødiske afstamning, men ved kongens hjælp lykkedes det ham at få et professorat.
Jacobson fandt det vomeronasale organ, som han beskrev i 1811 ved et brev til tidens førende zoolog, Cuvier. Denne lagde dog bare beskrivelsen til side, og da den eneste anden optegnelse fandtes i et dansk dyrlægetidsskrift, trykt i 1813 med gotiske bogstaver, blev Jacobsons opdagelse overset.
Nutidige norske og franske forskere (Kjell B. Døving og Didier Trotier) har fundet beskrivelserne frem og forbavses over den iagttagelsesevne, som de viser. Jacobson selv formodede, at organet var beregnet på at udskille stoffer, men han var opmærksom på, at det muligvis kunne være et sanseorgan. Det sidste er bekræftet i dag, hvor man ved, at organet er beregnet på at opfange feromoner, specielt i forbindelse med dyrenes brunst.